# Cynthia (namn)

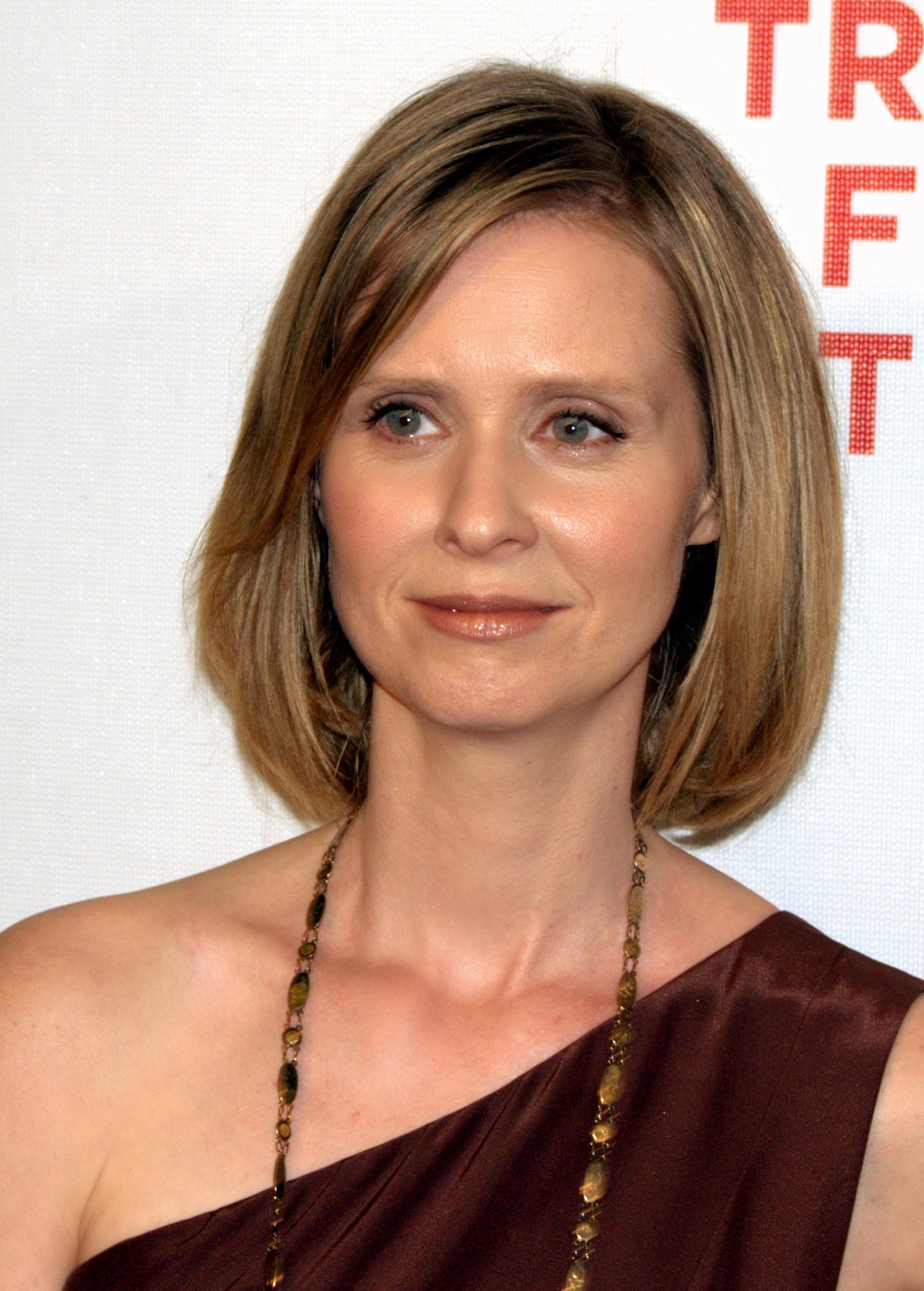
Cynthia Nixon

Cynthia (grekiska: Σίνθια: Sinthia) är ett grekiskt kvinnonamn som är bildat av ordet Kynthos som är namnet på ett berg..
Det var ett epitet för den grekiska mångudinnan Artemis, eftersom hon föddes på berget Kynthos.
Den 31 december 2014 fanns det totalt 348 kvinnor folkbokförda i Sverige med namnet Cynthia, varav 280 bar det som tilltalsnamn.
Namnsdag: saknas

## Personer med namnet Cynthia
- Cynthia Cleese, amerikansk skådespelerska
- Cynthia Cooper, amerikansk basketspelare
- Cynthia Gibb, amerikansk fotomodell och skådespelerska
- Cynthia Lennon, John Lennons första hustru
- Cynthia Lummis, amerikansk politiker (Republikanerna)
- Cynthia McKinney, amerikansk politiker (Green Party)
- Cynthia Nixon, amerikansk skådespelerska (Sex and the City)
- Cynthia Ann Parker, mor till kwahadicomanchernas sista hövding Quanah Parker
- Cynthia Robinson, amerikansk musiker
- Cynthia Rothrock, amerikansk kampsportsutövare och skådespelerska
- Cynthia Uwak, nigeriansk fotbollsspelare
- Cynthia Voigt, amerikansk barn- och ungdomsboksförfattare
- Cynthia Watros, amerikansk skådespelerska
- Cynthia Weil, amerikansk musiker